# No Innocent Victim
No Innocent Victim ist eine Band, die christliche Texte mit Hardcore-Musik in Verbindung brachte. 

## Geschichte
Die Band wurde 1992 in Südkalifornien gegründet. Sie brachte in rascher Abfolge zwei selbst produzierte Alben auf den Markt, und nach Tourneen mit P.O.D. und Agnostic Front unterschrieb sie einen Vertrag bei Victory Records. Dort veröffentlichte sie 1998 Flesh and Blood. Es folgten viele Tourneen durch die USA, Europa und Japan, u. a. mit Agnostic Front, U.S. Bombs, Terror und Hatebreed.
Die ersten Konzerte der Band fanden in Kirchen statt.

## Diskografie
- Demo (1993)
- Strength (1995, Rescue Records)
- No Compromise (1997, Rescue Records)
- No Innocent Victim / Phanatik Split 7" (1998, Facedown Records)
- No Innocent Victim (1998, Tolerance Records)
- The Crazy Engler Brothers (1999, Victory Records)
- Flesh and Blood (1999, Victory Records)
- Tipping the Scales (2001, Victory Records)
- To Burn Again (2005, Facedown Records)